# You Gotta Go There to Come Back
You Gotta Go There to Come Back è il quarto album discografico in studio del gruppo musicale alternative rock gallese Stereophonics, pubblicato il 2 giugno 2003. Si tratta dell'ultimo album con il batterista Stuart Cable in formazione.

## Tracce
Testi e musiche di Kelly Jones.
1. Help Me (She's Out of Her Mind) – 6:55
2. Maybe Tomorrow – 4:33
3. Madame Helga – 3:55
4. You Stole My Money Honey – 4:18
5. Getaway – 4:08
6. Climbing the Wall – 4:55
7. Jealousy – 4:26
8. I'm Alright (You Gotta Go There to Come Back) – 4:36
9. Nothing Precious at All – 4:20
10. Rainbows and Pots of Gold – 4:11
11. I Miss You Now – 4:50
12. High as the Ceiling – 3:19
13. Since I Told You It's Over – 4:43

Bonus track (in diversi formati/edizioni)
1. "Royal Flush"
2. "Have Wheels Will Travel"
3. "Change Changes Things"
4. "Moviestar"
5. "Lying to Myself Again"

## Formazione
- Kelly Jones - voce, chitarra, altri strumenti
- Richard Jones - basso
- Stuart Cable - batteria